# Moranhat
Moranhat è una suddivisione dell'India, classificata come town committee, di 5.779 abitanti, situata nel distretto di Sibsagar, nello stato federato dell'Assam. In base al numero di abitanti la città rientra nella classe V (da 5.000 a 9.999 persone).

## Geografia fisica
La città è situata a 27° 11' 36 N e 94° 55' 20 E.

## Società

### Evoluzione demografica
Al censimento del 2001 la popolazione di Moranhat assommava a 5.779 persone, delle quali 3.150 maschi e 2.629 femmine. I bambini di età inferiore o uguale ai sei anni assommavano a 637, dei quali 332 maschi e 305 femmine. Infine, coloro che erano in grado di saper almeno leggere e scrivere erano 4.536, dei quali 2.518 maschi e 2.018 femmine.